# ГЕС Малаканд III
ГЕС Малаканд III — гідроелектростанція на півночі Пакистану. Використовує ресурс із річки Сват, лівої притоки Кабулу, який у свою чергу є правою притокою Інду.
У 1914 році з іригаційною метою ввели в експлуатацію канал, який перекидає ресурс зі Сват до сточища річки Мардан, ще однієї лівої притоки Кабулу. На своєму шляху він долає водороздільний хребет за допомогою прокладеного в районі перевалу Малаканд-Пасс тунелю Бентон довжиною 3,4 км. У 1937-му та 1952-му в долині, куди виходить зазначений тунель, спорудили каскад із двох дериваційних станцій Джаббан (Малаканд І, 22 МВт) та Даргай (Малаканд ІІ, 20 МВт).
На початку 2000-х вирішили використати подану зі Сват воду для живлення ще однієї дериваційної схеми. Її підвідна траса завдовжки 5,6 км (у тому числі тунель 3 км) починається біля вихідного порталу тунелю Бентон — так само як і в Малаканд І, проте далі проходить під ще одним хребтом у долину іншої річки зі сточища Мардану. Траса завершується у відкритому балансувальному басейні розмірами 60х14 метрів та глибиною 14 метрів, з якого прокладений напірний водовід завдовжки 0,7 км.
Наземний машинний зал обладнали трьома турбінами типу Френсіс загальною потужністю 81,7 МВт, які працюють при напорі у 181 метр та забезпечують виробництво 553 млн кВт-год електроенергії на рік.
Відпрацьована вода по відвідному каналу довжиною 1 км транспортується до іригаційної системи.